# Championnats du monde d'athlétisme handisport 2023
Navigation
Dubaï 2019 Kobe 2024
Les 10e championnats du monde d'athlétisme handisport ou Championnats du monde de para-athlétisme se déroulent du 8 au 17 juillet 2023, au stade Charléty de Paris en France. Ces championnats servent de qualifications pour les Jeux paralympiques d'été de 2024.
La capitale française est choisie pour organiser ces championnats le 9 décembre 2021.

## Classification des handicaps
Les athlètes sont classés selon la nature et la gravité de leurs handicap pour pouvoir concourir contre d'autres athlètes aux handicaps similaires. Chaque classification se compose de trois caractères, une lettre suivi de deux chiffres. La lettre permet de spécifier le type de concours : T pour les cours et les sauts, F pour les lancers. Le premier chiffre concerne le type de handicap tandis que le second chiffre lui désigne la gravité de celui-ci ; plus le second chiffre est bas, plus le handicap est important.
- T/F11-13 : concerne les athlètes non-voyants (11) et malvoyants (12 et 13). Les athlètes de la catégorie 11 (et parfois dans la catégorie 12) courent avec un guide.
- T/F20 : concerne les athlètes avec une déficience mentale (QI inférieur à 70).
- T/F31-38 : concerne les athlètes avec des problèmes de coordination des membres (par exemple liée à une paralysie cérébrale). Les athlètes des catégories 31 à 34 concourent assis ou en fauteuil, tandis que ceux dans les catégories 35 à 38 concourent debout.
- T/F40-41 : concerne les athlètes de petite taille.
- T/F42-43 : concerne les athlètes avec puissance musculaire altérée (sans prothèse) au niveau des jambes.
- T/F45-47 : concerne les athlètes avec prothèse au niveau des membres supérieures.
- T51-57 : concerne les athlètes blessés médullaires. Tous concourent en fauteuil roulant.
- F51-57 : concerne les athlètes blessés médullaires. Tous lancent assis.
- T/F61-64 : concerne les athlètes amputés des membres inférieures (avec prothèses).
- T71-72 : concerne les athlètes atteints de troubles sévères de la coordination. Ils pratiquent uniquement le Frame Running.